# Wegekreuz Viersener Straße 115

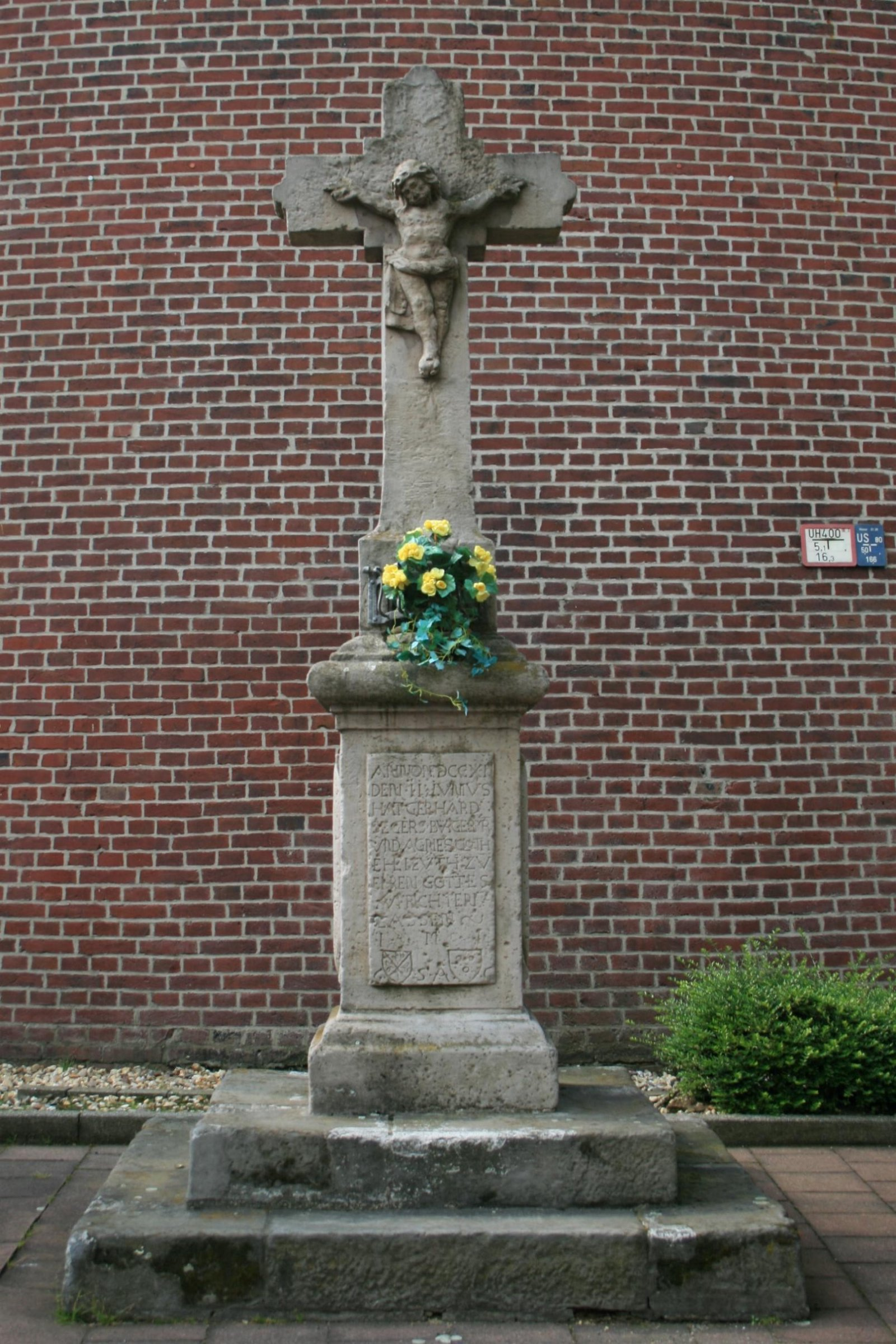
Wegekreuz (2010)

Das Wegekreuz Viersener Straße 115 steht in Mönchengladbach (Nordrhein-Westfalen).
Das Wegekreuz wurde 1711 erbaut. Es ist unter Nr. V 028 am 8. September 2008 in die Denkmalliste der Stadt Mönchengladbach eingetragen worden.

## Lage
Das Wegekreuz wurde an die der Stadt zugewandte Südseite des Neuen Wasserturms versetzt.

## Architektur
Es handelt sich um ein rund 3,4 m großes Wegekreuz aus Liedberger Sandstein, das auf einer jüngeren Sockelplatte aus Basaltlava steht. Auf einer mit Karniesgesims endenden Basis steht ein hochrechteckiger Sockel, auf dessen Frontseite die folgende Inschrift in eingetieften Kapitalen zu lesen ist:
ANNO MDCCXI DEN 11 JVNIVS HAT GERHARD SEGERS BVRGERM(meiste)R VND AGNES CLOTH EHELEVTH ZV EHREN GOTTES AVFRICHTEN LASSEN I. M. I.
Darunter befinden sich zwei Wappenschilde mit den Initialen GS und AS.
Die Seitenflächen des Sockels zeigen je eine erhaben aufgelegte Steinfläche in Form eines Kissens mit abgerundeten Ecken. Der Sockel schließt mit einer starken Profilierung aus kräftigem Rundwulst und beidseitig begleitenden Leisten ab. Sie leiten über ein Karniesprofil zur Basis des wuchtigen Schaftes eines lateinischen Kreuzes mit aufgelegtem Corpus als Halbrelief über. Die Kreuzbalken enden mit aufgelegten Rundwülsten. Die Basis des Kreuzschaftes zeigt eine niedrige Nische in Form einer Konche, vor der eine halbrunde Abstellfläche für die bei Prozessionen mitgeführte Monstranz auskragt. Ein kleines schmiedeeisernes Geländer stellt eine jüngere Ergänzung dar.
Das Objekt ist bedeutend für die Geschichte des Menschen und für Städte und Siedlungen. An seiner Erhaltung und Nutzung besteht ein öffentliches Interesse aus wissenschaftlichen, insbesondere künstlerischen, ortsgeschichtlichen und volkskundlichen Gründen.